# Chileogovea oedipus
Chileogovea oedipus - gatunek kosarza z podrzędu Cyphophthalmi i rodziny Pettalidae.

## Występowanie
Gatunek endemiczny dla Chile. Występuje w regionach: Biobío, Araukania i Los Lagos.